# Windhoek
Windhoek (în germană: Windhuk, numele original fiind Ai-Gams) este capitala Namibiei, cu o populație de 230.000 de locuitori. Capitala este centrul comercial și politic al Namibiei (situată în Africa Sudică). Orașul Windhoek a fost înființat în anul 1838.

## Denumire
„Windhoek” provine din limba afrikaans (Windecke) și înseamnă „colțul vântului”. „Ai-Gams” înseamnă „izvoare calde”, reflectând faptul că mai demult în regiune existau izvoare termale. Numele în herero (Otjomuise) al orașului înseamnă „locul aburilor”.

## Istorie

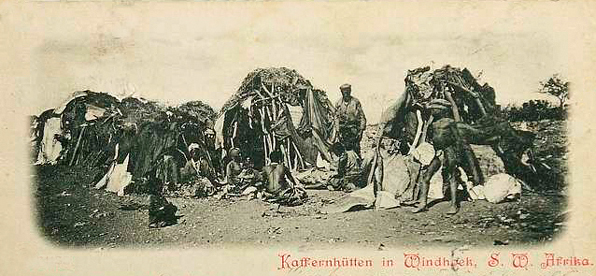
Windhoek de la sfârșitul secolului al XIX-lea

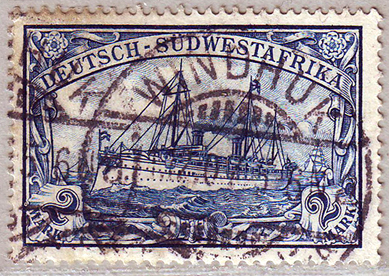
Timbre poștale pentru Africa de Sud-Vest germană, peste care s-a ștampilat Windhuk

Cartierul Micul Windhoek a fost prima așezare din zonă datorită izvoarelor calde. Acesta a fost înființat la mijlocul secolului al XIX-lea de către Jan Jonker Afrikaner.
În decursul anilor, burii, coloniști olandezi din actuala Africa de Sud, au zidit o biserică din piatră, care poate să cuprindă 500 de persoane. Ea a fost folosită și ca școală. Doi misionari germani, Hugo Hahn și Heinrich Kleinschmidt, au început să lucreze. Când a început să înflorească orașul, acesta a fost distrus din cauza conflictelor dintre triburile Nama și Herero. Când Hugo Hahn s-a hotărât, după o absență mai lungă, să viziteze din nou orașul Windhoek în anul 1873, a observat că nimic din ce a fost în oraș nu a mai rămas întreg. Un botanist elvețian și-a notat că a găsit în Windhoek (în iunie 1885) numai "șacali și numididae înfometate în livezi părăsite". 

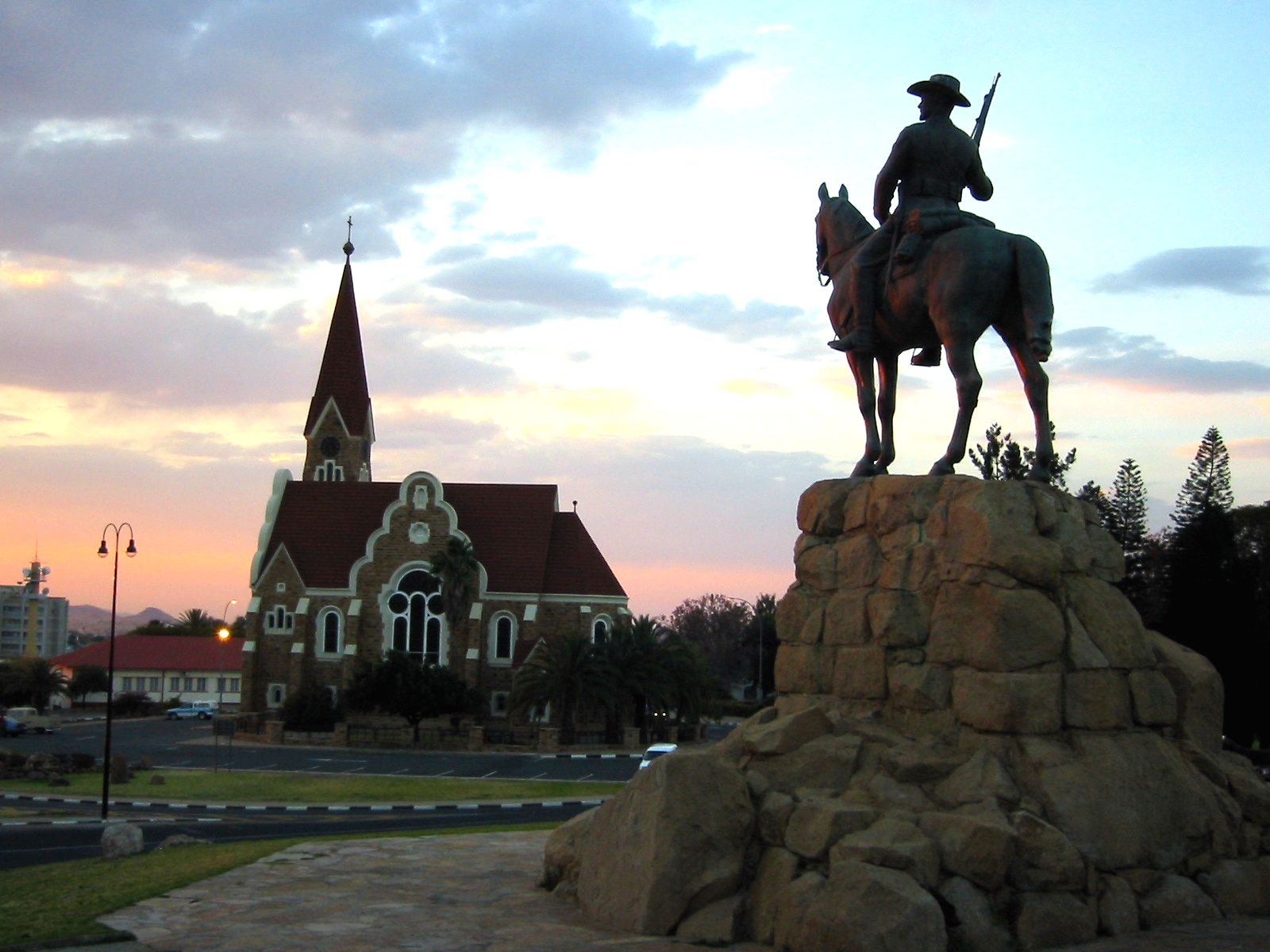
"Monumentul călărețului din sud-vest" din Windhoek, construit în cinstea trupei de apărare a coloniei germane din sud-vestul Africii după genocidul Herero, cu biserica în fundal

În anul 1878, Regatul Unit a anectat Walvis Bay și și-a însușit-o coloniei din Cap în anul 1884. În aceleași an negustorii Franz Adolf Eduard Lüderitz și Heinrich Vogelsang au trimis o cerere la organul executiv al Germaniei pentru a trece colonia germană din sud-vestul Africii drept arie protejată (Anglia nu a mai fost interesată de pământurile "din spate"). Pe când se stabileau granițele în anul 1890 s-a trimis o forță armată a coloniei sub conducerea lui Curt von François în sud-vestul Africii pentru a menține ordine. Drept bază militară s-a ales Windhoek, fiindcă se afla direct între cele două triburi îndușmănite Nama și Herero și pentru izvoarele care se găseau acolo asigurând astfel furnizarea de apă potabilă.
Pe data de 18 octombrie 1890 s-a pus piarta (cu ajutorul lui Curt von François) la modernul oraș Windhoek începând să se construiască la o fortificație din piatră, actuala "Cetate Veche". În anii următori, Windhoek s-a dezvoltat destul de lent. Numai clădirile cele mai importante precum locuințe și clădiri de administrație s-au constuit. În Micul Windhoek s-a dat pământul către coloniști, care au plantat tabac și livezi pe el. După 1907 s-a accelerat ritmul de dezvoltare al orașului, datorită venirii oamenilor de la sat și imigrării masive din Imperiul German și din Africa de Sud. De-a lungul Independence Avenue s-au deschis multe firme. De asemenea și cele trei cetăți ale Windhoekului Schwerinsburg, Heinitzburg și Sanderburg au fost construite în acest timp de Wilhelm Sander. 

În mai 1915, pe timpul primului război mondial, colonia germană este ocupată de trupe din Africa de Sud sub steagul britanic. În următorii cinci ani sud-vestul Africii este administrat de un guvern în regim militar, împiedicând astfel dezvoltarea orașului. Abia după al doilea război mondial regiunea a aflat o dezvoltare ușoară, îmbunătățind astfel starea economică. După anul 1955 s-au realizat numeroase proiecte de amploare, precum ridicarea de școli și spitale, asfaltarea străzilor (care a început deja din 1928) și construcția de diguri și conducte pentru a ține față la creșterea enormă a cerințelor de apă potabilă. 
Sud-vestul Africii a devenit abia în anul 1990 din nou în totalitate independent de Africa de Sud, iar Windhoek a devenit capitala primului guvern democrat al tinerei națiuni Namibia sub conducerea lui Sam Nujoma. Aceste evenimente au adus orașul într-o perioadă de boom economic și o dezvoltare rapidă. 
În anul 1992, Matheus Shikongo a devenit primar al orașului (predecesorul lui a fost namibianul de origine germană Björn von Finckenstein). Acest fapt i-a dat orașului o imagine africană (acesta fiind primul primar de culoare al Windhoekului).
Windhoek este unul din cele mai frumoase orașe din Africa. Pe lângă acest fapt, orașul este renumit prin a fi cel mai curat oraș de pe acest continent.

## Clima
| Date climatice pentru Windhoek, Namibia | Date climatice pentru Windhoek, Namibia | Date climatice pentru Windhoek, Namibia | Date climatice pentru Windhoek, Namibia | Date climatice pentru Windhoek, Namibia | Date climatice pentru Windhoek, Namibia | Date climatice pentru Windhoek, Namibia | Date climatice pentru Windhoek, Namibia | Date climatice pentru Windhoek, Namibia | Date climatice pentru Windhoek, Namibia | Date climatice pentru Windhoek, Namibia | Date climatice pentru Windhoek, Namibia | Date climatice pentru Windhoek, Namibia | Date climatice pentru Windhoek, Namibia |
| Luna | Ian                                     | Feb                                     | Mar                                     | Apr                                     | Mai                                     | Iun                                     | Iul                                     | Aug                                     | Sep                                     | Oct                                     | Nov                                     | Dec                                     | Anual                                   |
| --- | --------------------------------------- | --------------------------------------- | --------------------------------------- | --------------------------------------- | --------------------------------------- | --------------------------------------- | --------------------------------------- | --------------------------------------- | --------------------------------------- | --------------------------------------- | --------------------------------------- | --------------------------------------- | --------------------------------------- |
| Maxima medie °C (°F) | 30.5 (86,9)                             | 29.1 (84,4)                             | 27.8 (82)                               | 26.2 (79,2)                             | 23.7 (74,7)                             | 21.0 (69,8)                             | 21.3 (70,3)                             | 23.9 (75)                               | 27.6 (81,7)                             | 29.7 (85,5)                             | 30.4 (86,7)                             | 31.6 (88,9)                             | 26,9 (80,42)                            |
| Minima medie °C (°F) | 17.8 (64)                               | 17.2 (63)                               | 16.1 (61)                               | 13.2 (55,8)                             | 10 (50)                                 | 7.1 (44,8)                              | 7.0 (44,6)                              | 9.0 (48,2)                              | 12.6 (54,7)                             | 15.0 (59)                               | 16.2 (61,2)                             | 17.3 (63,1)                             | 13,21 (55,77)                           |
| Minima istorică °C (°F) | 9 (48)                                  | 7 (45)                                  | 4 (39)                                  | 2 (36)                                  | −2 (28)                                 | −3 (27)                                 | −3 (27)                                 | −4 (25)                                 | −1 (30)                                 | 2 (36)                                  | 1 (34)                                  | 3 (37)                                  | −4 (25)                                 |
| Precipitații mm (inches) | 91.3 (3.594)                            | 87.0 (3.425)                            | 69.5 (2.736)                            | 32.3 (1.272)                            | 6.2 (0.244)                             | 1.2 (0.047)                             | 0.4 (0.016)                             | 0.8 (0.031)                             | 3.8 (0.15)                              | 11.4 (0.449)                            | 25.7 (1.012)                            | 33.2 (1.307)                            | 362,8 (14,283)                          |
| Umiditate [%] | 45                                      | 53                                      | 58                                      | 54                                      | 45                                      | 43                                      | 38                                      | 30                                      | 26                                      | 28                                      | 31                                      | 36                                      | 40,6                                    |
| Sursa nr. 1: BBC Weather |                                         |                                         |                                         |                                         |                                         |                                         |                                         |                                         |                                         |                                         |                                         |                                         |                                         |
| Sursa nr. 2: Ministry of Works and Transport (Meteorological Service Division) „Ministry of Works & Transport: Tabulation of Climate Statistics for Selected Stations in Namibia” (PDF). 2012. |                                         |                                         |                                         |                                         |                                         |                                         |                                         |                                         |                                         |                                         |                                         |                                         |                                         |

## Cartiere și administrație
Orașul este condus de un consiliu cu 15 membri, printre care și actualul primar al orașului, Matheus Shikongo, precum și fostul primar și actualul președinte al consiliului, Björn von Finckenstein. 
Windhoek este alcătuit din următoarele cartiere:
- Academia
- Parcul Dorado
- Eros (Windhoek)
- Parcul Highlands
- Katutura
- Micul Windhoek (numit și "Windhoek-East")
- Khomasdal
- Olympia
- Parcul Pioneers
- Curtea Suider
- Windhoek-North
- Windhoek-West
- și centrul orașului Central, cartier

## Economie
Windhoek este cel mai mare centru economic al țării. Aproape toate firmele și concernele din Namibia au reședința în capitală. Rezidenții de proveniență germană dețin multe firme, cu toate că ei sunt o minoritate în Namibia. Firmele din Africa de Sud joacă un rol important, deoarece economia Namibiei este strâns legată de cea din Africa de Sud.

## Transport

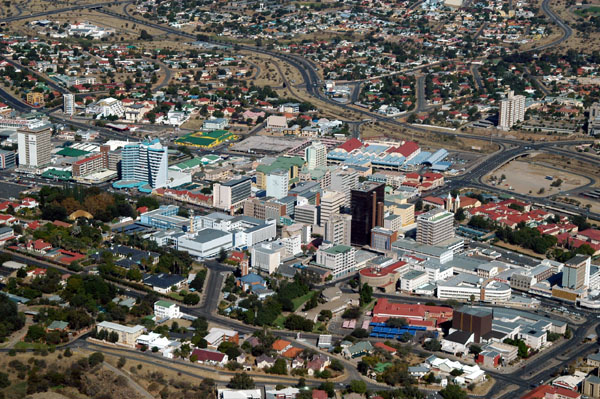
Centrul orașului Windhoek

Windhoek are cel mai important nod de cale ferată din Namibia. În oraș se întâlnesc căile ferate care vin din: Gobabis (din est), Keetmanshoop (din sud), Swakopmund (din vest) și Tsumeb (din nord). Calea ferată joacă în Namibia mai ales în transportul de mărfuri un rol important. Pe ruta Windhoek-Swakopmund există un tren pentru turiști (Desert-Express). În anumite intervale există și legături cu Lüderitz și Etosha. 
Altfel transportul de persoane are loc pe șosea (pe cont propriu sau cu autocarul, care are rute în Namibia, Africa de Sud și Botswana). În Windhoek se intersectează cele mai importante drumuri: în direcția nord-sud: B1 (pornind din Cape Town, Africa de Sud până la Lusaka, Angola) și în direcția est-vest: drumul Trans-Kalahari (pornind de la Oceanul Atlantic până la Oceanul Indian). Drumul expres Western Bypass ocolește orașul, făcând un semicerc. Centrul orașului este astfel protejat de acest trafic rutier. 
Windhoek deține două aeroporturi: Aeroportul "Eros" pentru zboruri interne și Aeroportul Internațional "Hosea Kutako", care se află la 40 de km de oraș. Cele mai importante companii aeriene sunt: Air Namibia și South African Airways. 

## Cultură

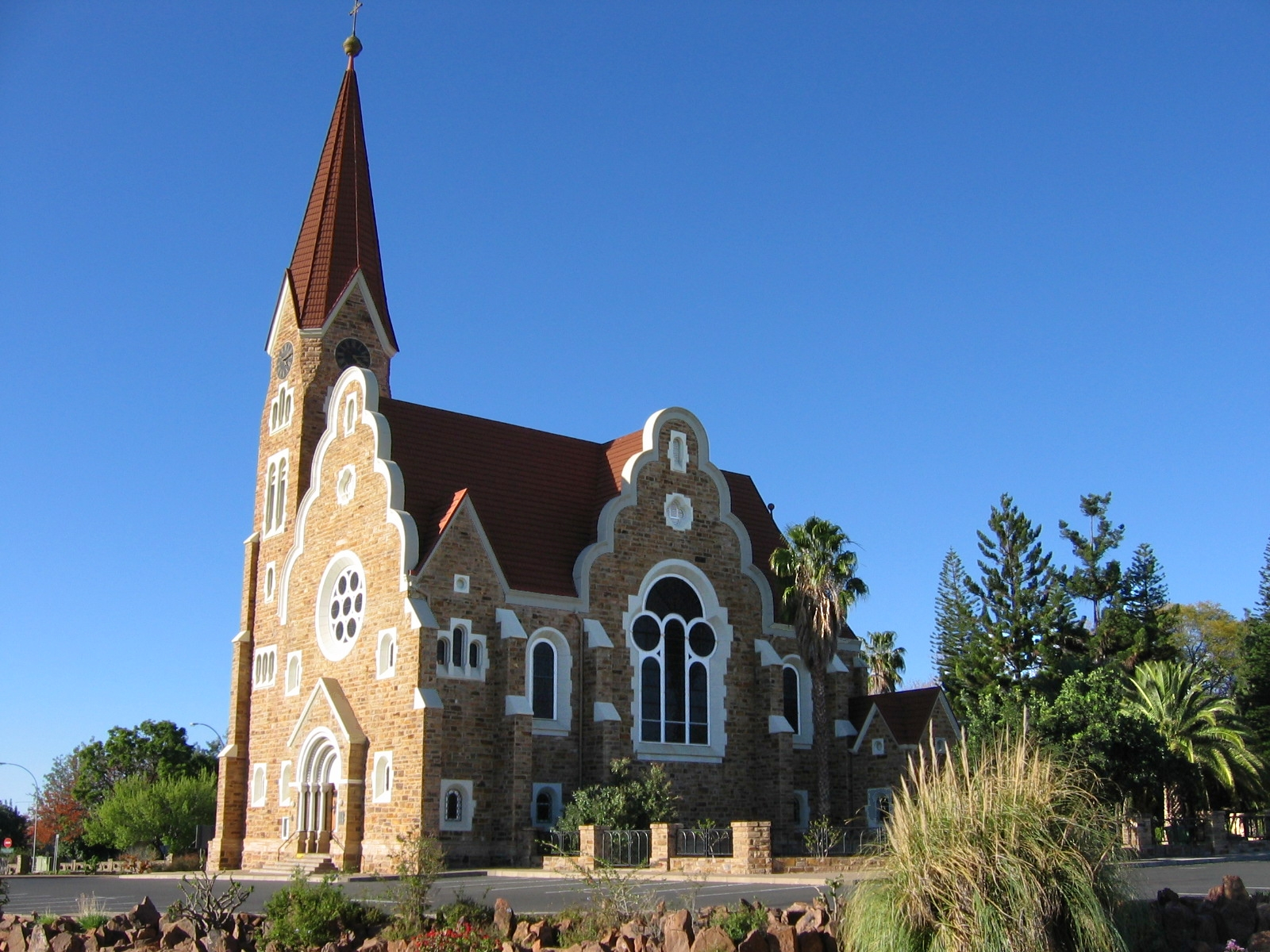
Biserica Iisus Hristos din Windhoek

Viața culturală din Windhoek nu corespunde în totalitate cu așteptările pentru o capitală. Acest fapt se explică prin istoria țării. Odată cu alegerile pentru independență și cu schimbarea abruptă a puterii: prezentarea publică a culturii tradiționale ale rezidenților de proveniență europeană este restricționată; o cultură africană, care să echilibreze acest deficit, nu se evidențiază (nu ia loc în public). Astfel viața culturală se concentrează pe ceremoniile unor grupuri de etnici într-un mediu "închis", privite de celelalte etnii cu dezinteres. Un exemplu de manifestare este Carnavalul din Windhoek (numit și Oktoberfest). 
Cultura africană a atras interesele turiștilor. După mutarea berăriei Windhoek la periferia orașului, "vechea berărie" din centru s-a dezvoltat într-un loc important pentru dezvoltarea culturii africane: în „Craft-Center“ au loc regulat concerte ținute de grupuri de muzică africane, iar în „Warehouse Theatre“ se prezintă piese de teatru. Cartierul de săraci Katutura în nordul Windhoekului este unul din cele mai mari din oraș cu o populație de cca. 150.000 de locuitori.

## Puncte de atracție
Printre punctele de atracție din Windhoek se numără:
- Biserica luterană "Iisus Hristos", din 1910;
- catedrala catolică "Sf. Maria";
- Statuia "Călărețul din sud-vest";
- Alte Feste (Vechea fortăreață);
- Palatul Tinten ;
- Grădinile Parlamentului;
- Gara din Windhoek;
- precum și cele trei castele: Heinitzburg, Schwerinsburg și Sanderburg.

## Orașe înfrățite
Lephalale din Limpopo

 Trossingen în Baden-Württemberg (1997)

 Berlin (2000)

 Havana (2001)

 Harare

 Richmond, Virginia

 Brema (2001) din Bremen

 Shanghai

## Personalități
- Benvinda Mudenge, fotomodel internațional
- Barbara Kahatjipara, fotomodel internațional
- Matheus Shikongo, politician și primar din Windhoek
- Collin Benjamin, jucător de fotbal la "Hamburger SV"
- Oliver Risser, jucător de fotbal la "Bonner SC"
- Björn von Finckenstein, fost primar în Windhoeks
- Erik Hoffmann, ciclist din teamul Lamonta

## Imagini

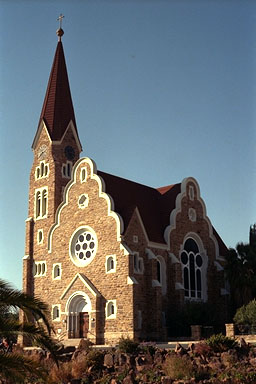
Biserica protestantă "Iisus Hristos"
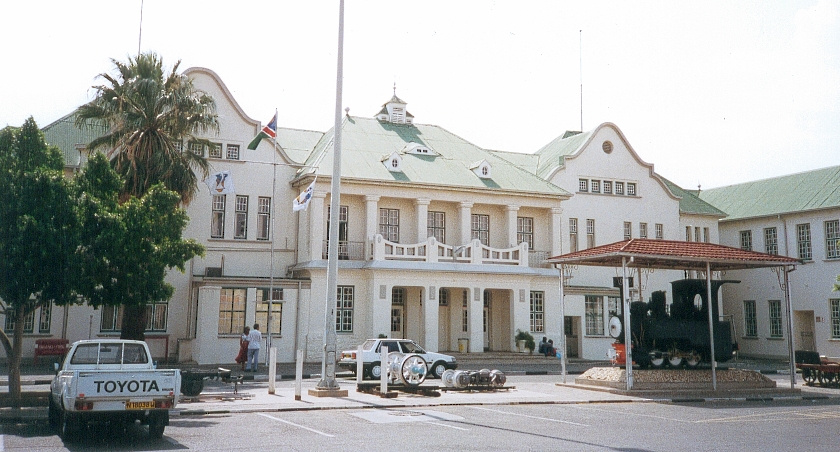
Gara
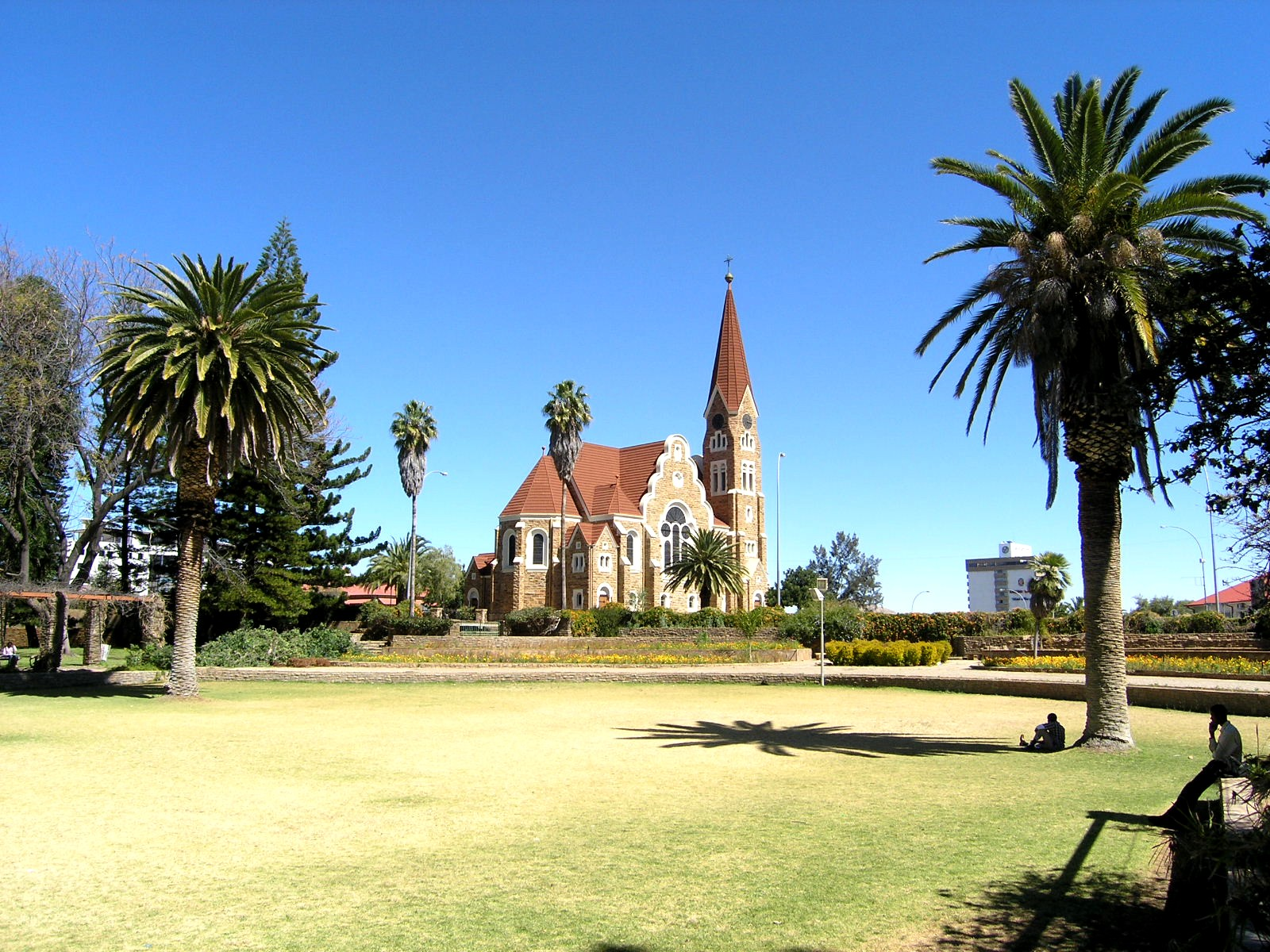
Biserica "Iisus Hristos" din Windhoek
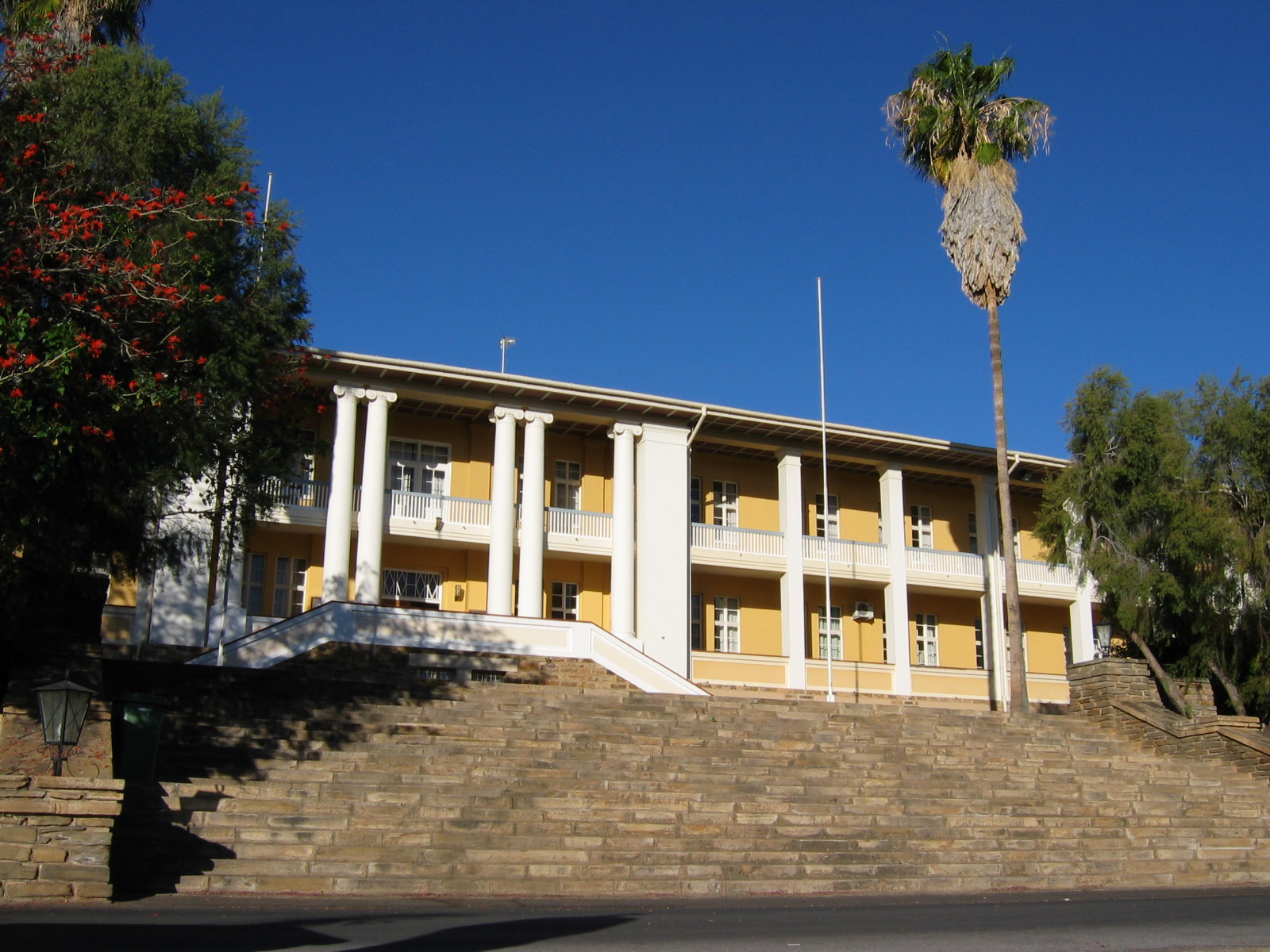
Parlamentul
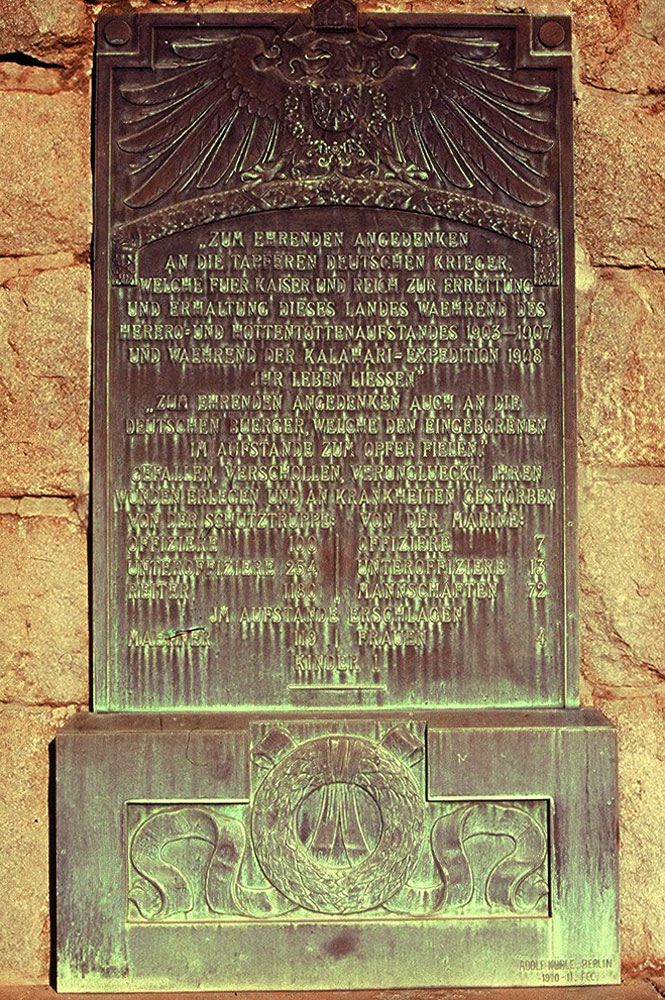
Inscripție veche dedicată memoriei călărimii germane